# 山王病院 (桜川市)

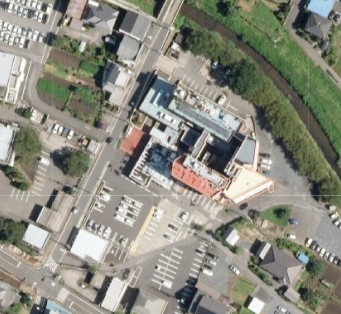
航空写真

山王病院（さんのうびょういん）は、茨城県桜川市に存在した病院である。2018年9月30日、さくらがわ地域医療センターへの移転に向けて閉院した。

## 診療科[1]
- 内科
- 整形外科
- 小児科
- 外科
- 耳鼻咽喉科
- 泌尿器科
- 歯科
- 口腔外科

## 医療機関の指定等[1]
- 救急告示病院
- 労災指定病院
- 各種健康保険法指定病院
- 障害者福祉法指定病院
- 生活保護法指定病院
- 結核予防法指定病院
- 茨城県肺がん検診登録精密検査医療機関
- 茨城県胃がん検診登録精密検査医療機関
- 茨城県大腸がん検診登録精密検査医療機関

## 交通アクセス
- JR東日本水戸線岩瀬駅下車、徒歩8分。